# 变化结节滨螺
变化结节滨螺（学名：Nodilittorina vidua），又名「臺灣玉黍螺」，一般分類及聯合國所屬的全球生物多樣性資訊機構將之歸類於中腹足目玉黍螺科的結節濱螺屬，但WoRMS把本物種及大多數其他同屬物種重新分類到「Echinolittorina Habe, 1956」。主要分布於分布於台灣東北岸與離島，還有南中國海的香港和西沙群島，常棲息於岩礁海岸，潮間帶上半部。其形態為：殼厚，殼色黃灰色。殼形較圓，體層大，周緣較圓，殼表螺肋由弱顆粒組成，或成強肋無顆粒，螺肋粗細較均勻，部分標本有縱肋。無臍孔。殼內深褐色，殼口近圓形，下緣較圓。口蓋角質，褐色。